# Danganronpa: Trigger Happy Havoc
Danganronpa: Trigger Happy Havoc é um jogo de aventura e visual romance desenvolvido e publicado pela Spike como o primeiro jogo da série Danganronpa. O jogo foi originalmente lançado no Japão para o PlayStation Portable em novembro de 2010 e posteriormente transferido para Android e iOS em agosto de 2012. Danganronpa foi localizado e publicado em regiões inglesas pela NIS America em fevereiro de 2014 e para PC, Mac e Linux em Fevereiro de 2016.
O jogador controla um estudante do ensino médio chamado Makoto Naegi, que se envolve em uma batalha real na Hope's Peak Academy, onde o urso robô Monokuma dá aos dezesseis alunos que aparecem na história a chance de escapar do estabelecimento se eles assassinarem um ao outro e não serem descoberto. O jogo combina elementos de simulação de romance e tiros em terceira pessoa, pois Makoto pode interagir com os outros alunos e resolver julgamentos de classe atirando uma "bala da verdade" ao encontrar argumentos imprecisos durante os casos.
O jogo originou-se da ideia do escritor Kazutaka Kodaka de gerar um novo tipo de jogo, pois ele acreditava que os jogos de aventura originais não eram mais populares. Como resultado, ele criou um cenário sombrio que gerou polêmica dentro de Spike devido à quantidade de violência exibida entre os alunos. No entanto, a empresa decidiu desenvolvê-lo junto com o sistema "Ação de raciocínio elegante em alta velocidade", que eles pensaram ser menos derivado de outros jogos. O elenco foi desenhado por Rui Komatsuzaki.
Danganronpa foi um sucesso comercial e recebeu críticas positivas pelo manejo do elenco e da história. Ele ganhou prêmios, embora os críticos estivessem divididos sobre a dificuldade fácil de resolver as testes de classe e seus minijogos. Uma sequência, Danganronpa 2: Goodbye Despair , foi lançada em 2012. Uma compilação de ambos os jogos, intitulada Danganronpa 1 ・ 2 Reload , foi lançada para PlayStation Vita no Japão em outubro de 2013 e mundialmente em março de 2017. Também foram produzidos romances, duas adaptações de mangá, uma adaptação para anime pela Lerche e uma adaptação para o palco do jogo.

## Jogabilidade
Danganronpa: Trigger Happy Havoc coloca os jogadores no papel de Makoto Naegi , um estudante da Hope's Peak Academy, que se encontra preso em um jogo de matança mútua entre seus colegas. A jogabilidade é estilisticamente semelhante à série Ace Attorney por ser centrada na investigação e na descoberta de contradições, embora com ênfase em uma jogabilidade mais rápida.  Cada capítulo do jogo apresenta dois estilos de jogo: School Life, em que o jogador explora a academia e avança na história, e Class Trials, onde o jogador deve determinar o culpado de um crime.
Durante a vida escolar, o jogador pode explorar o terreno da escola em perspectiva de primeira pessoa, com mais áreas da academia se tornando disponíveis conforme o jogo avança. Enquanto em uma das várias salas, os jogadores movem um cursor de mira que é usado para iniciar conversas com personagens ou examinar partes do ambiente. O exame de certos objetos produz Moedas Monokuma, que podem ser usadas em uma máquina de cápsulas na loja da escola para desbloquear presentes. A vida escolar é dividida em duas seções: "Vida cotidiana" e "Vida mortal". Nas seções da Vida Diária, os jogadores conversam com vários personagens e movem o enredo. Novas informações podem ser reveladas "reagindo a" certos comentários. Em segmentos designados de "Tempo Livre", os jogadores podem escolher sair com personagens específicos e dar-lhes presentes,Quando uma cena de crime é descoberta, o jogo muda para a seção Deadly Life, onde o jogador deve procurar por pistas em toda a academia. As evidências e testemunhos recolhidos são armazenados no e-Handbook do jogador, onde os jogadores também podem guardar o seu jogo. Quando todas as evidências possíveis são localizadas, o jogo segue para o Class Trials. Antes de um Class Trials, os jogadores podem adquirir habilidades, que podem ajudá-los durante o jogo. 
As Class Trials são a seção principal do jogo, na qual os alunos discutem entre si quem é o culpado. Com exceção das ocasiões em que o jogador deve responder a uma pergunta de múltipla escolha ou apresentar uma evidência, os Class Trials consistem em quatro estilos principais de jogo: Debate Ininterrupto, Gambito do Hangman, Bullet Time Battle e Fim de Argumento. O mais comum deles é o Debate Ininterrupto, onde os personagens discutirão automaticamente suas ideias sobre o caso, com os "pontos fracos" em potencial destacados em amarelo. Durante essas seções, o jogador está armado com "Balas da verdade", balas metafóricas que contêm evidências relevantes para a discussão. Para interromper o debate, o jogador deve encontrar uma mentira ou contradição entre os pontos fracos e atirar nela com uma bala contendo as evidências que a contradizem. Os jogadores também podem silenciar a conversa roxa perturbadora para ganhar tempo extra e utilizar um medidor de concentração para desacelerar a conversa e fazer tiros mais facilmente. Essas seções se tornam mais difíceis à medida que o jogo avança e mais possíveis pontos fracos são adicionados, com tentativas posteriores exigindo ocasionalmente que o jogador use um comentário como munição contra outro. Hangman's Gambit é uma seção de quebra-cabeças de tiro em que o jogador deve atirar em letras específicas que contenham uma pista. Bullet Time Battle é um debate individual contra outro aluno apresentando Os jogadores também podem silenciar a conversa roxa perturbadora para ganhar tempo extra e utilizar um medidor de concentração para desacelerar a conversa e fazer tiros mais facilmente. Essas seções se tornam mais difíceis à medida que o jogo avança e mais possíveis pontos fracos são adicionados, com tentativas posteriores exigindo ocasionalmente que o jogador use um comentário como munição contra outro. Hangman's Gambit é uma seção de quebra-cabeças de tiro em que o jogador deve atirar em letras específicas que contenham uma pista. Bullet Time Battle é um debate individual contra outro aluno apresentando estilo de jogo de ritmo. Enquanto o oponente faz comentários, o jogador deve pressionar os botões no ritmo da batida para travar os comentários e derrubá-los. Finalmente, o Fim de Argumento é um quebra-cabeça no qual os jogadores montam uma história em quadrinhos que descreve como um crime aconteceu. A vida do jogador é representada por corações, que é reduzida sempre que o jogador comete erros ao disparar contra contradições ou apresentar provas, e é ligeiramente reposta quando são apresentadas provas corretas. O jogo termina se o jogador perder toda a sua Influência ou se ficar sem tempo durante um segmento. No final de um teste, os jogadores são classificados de acordo com seu desempenho, com medalhas Monokuma adicionais concedidas para classificações altas.
As versões PlayStation Vita, PlayStation 4 e PC apresentam um modo School Life exclusivo, baseado no modo Island introduzido em Danganronpa 2 , que é desbloqueado após terminar o jogo uma vez. Neste "What If?" modo, Monokuma incumbe os alunos de construir várias unidades de backup de si mesmo ao longo de vários dias. A cada dia, o jogador designa alunos para vasculhar as salas em busca dos materiais necessários para construir cada conceito, manter a escola limpa ou descansar para recuperar energia. Durante o Tempo Livre, os jogadores podem sair com os outros alunos para desbloquear habilidades, assim como no jogo principal, ou usar Bilhetes de viagem ganhos de conceitos concluídos para levá-los em viagens.

## Enredo
Danganronpa ocorre em uma escola secundária de elite chamada Hope's Peak Academy (希望 ヶ 峰 学園, Kibōgamine Gakuen ) , que aceita alunos talentosos "Ultimate" (超高 校級, chō-kōkō-kyū , lit. Nível Super High School) dos mais altos calibre em vários campos a cada ano. Makoto Naegi, um estudante bastante otimista, mas de outra forma mediano, é selecionado em uma rifa e escolhido para se inscrever na academia como o "Aluno da Sorte Final".  Ele conhece quatorze outros estudantes Ultimate recém-escolhidos que estão na mesma situação que ele. Um urso sádico de controle remoto chamado Monokuma aparece diante deles, dizendo que eles ficarão presos na academia para o resto de suas vidas, e que serão condenados à morte se violarem qualquer uma das regras da escola, demonstrada ao matar a fashionista Junko Enoshima quando ela o ataca. Ele afirma que só há uma maneira de um aluno sair da academia: assassinar outro aluno e evitar ser identificado como o culpado. Se forem descobertos, o assassino será executado com violência; se a turma identificar o aluno errado como o assassino, todos serão mortos e o verdadeiro assassino terá permissão para "se formar". 
Depois que um assassinato ocorre e os alunos restantes têm algum tempo para investigá-lo, um "julgamento em classe" (学級裁判, gakyū saiban ) é realizado, no qual os alunos restantes devem determinar entre si quem é o assassino. Makoto frequentemente assume o papel de árbitro do julgamento, fornecendo a maioria dos raciocínios lógicos. Makoto recebe ajuda de Kyoko Kirigiri , uma garota distante que possui uma grande habilidade de observação e dedução. A ex-colega de classe e estrela pop de Makoto, Sayaka Maizono, é assassinada pela estrela do beisebol Leon depois que seu plano de assassinar seu suposto assassino e culpar Makoto fracassa; Chihiro, um programador, é assassinado por inveja por Mondo Owada, um ex-líder de gangue de motoqueiros que se culpa pela morte de seu irmão; Celestia Ludenburg ou Taeko Yasuhiro, uma especialista em jogos de azar, manipula Hifumi Yamada, um escritor de fanfic, para matar Kiyotaka Ishimaru, um membro do comitê de moral, por causa de seu ciúme compartilhado de Alter Ego antes de ela matar o escritor; e Sakura Ogami, uma artista marcial, comete suicídio no interesse de salvar seus amigos, mas uma nota de suicídio forjada por Monokuma deixada no local leva os alunos restantes a pensarem que o suicídio foi uma resposta ao estresse dos eventos. Nos primeiros 3 casos, os culpados são todos expostos e executados, e no quarto caso o suicídio é revelado. Alter Ego é executado no lugar de Sakura depois que Makoto e Kyoko os carregaram na escola.
No penúltimo capítulo, a pessoa que controla Monokuma comete o assassinato final. Os únicos culpados possíveis dos alunos sobreviventes são Makoto e Kyoko. Um final ruim ocorre se Makoto apresenta evidências que podem potencialmente implicar Kyoko como o assassino; ela é executada enquanto Makoto e os alunos restantes são forçados a viver o resto de suas vidas presos na Academia. No final verdadeiro e canônico, Makoto coloca sua fé em Kyoko e retém as evidências, e os outros alunos o consideram culpado, um veredito declarado correto por Monokuma. No entanto, durante a execução de Makoto, ele é salvo por um remanescente do Alter Ego. A turma se une para trabalhar contra Monokuma e descobrir que o verdadeiro cérebro por trás do jogo da morte é a Junko, que ainda vive, que colocou sua irmã gêmea, mercenária Mukuro Ikusaba , para personificá-la, apenas para matá-la por um capricho no início para demonstrar o perigo de Monokuma. Mais tarde, ela usou o cadáver de Mukuro como a quinta "vítima de assassinato" para implicar Makoto ou Kyoko.
Junko revela que todos os alunos já estavam na academia há dois anos e todos se conheciam. No entanto, quando um evento apocalíptico instigado por Junko e sua irmã ocorreu, o colapso da sociedade global e a anarquia se seguiram; o diretor da Hope's Peak Academy, vendo a grande quantidade de talento nos alunos como um sinal de esperança, decidiu, com a permissão dos alunos, barricar a ele e a si próprios dentro da academia para esperar a crise passar. Ela executou o diretor, assumiu o controle da academia e apagou todas as memórias dos alunos que aconteceram depois que eles chegaram à academia, dois anos antes. Com a ajuda de Makoto, todos os alunos superam a dúvida impostas por Junko e decidem deixar a academia. Junko se executa de bom grado por gostar do sentimento de desespero que veio ao perder o julgamento final. Depois disso, Makoto, Kyoko e os outros quatro alunos sobreviventes saem da academia, incertos sobre o estado atual do mundo. Em uma cena pós-créditos, Monokuma reativa de forma independente e jura que continuará sua busca para espalhar o desespero.

## Desenvolvimento
Danganronpa originou-se do desejo de Kazutaka Kodaka de criar um videogame original, que sentia que suas ideias anteriores eram derivadas do gênero de ação-aventura. Ele sentiu que não era popular entre os jogadores, então, ao invés disso, ele conceituou uma narrativa mais sombria focada na ideia de "jogo de matar". Nesse ponto, o projeto não tinha os elementos de "alta velocidade" que seriam adicionados ao título. Como a equipe achou a premissa interessante, eles decidiram mudar o estilo para criar um projeto que vendesse mais do que o original. Spike não gostou do jogo, com os desenvolvedores pensando em terceirizá-lo, pois queriam que o Danganronpa fosse seu próprio produto original. Spike pensou Danganronpa foi um jogo arriscado devido às ideias de Kodaka envolvendo estudantes do ensino médio se matando, apesar da empresa ter produzido jogos semelhantes antes, já que a primeira cena de execução está ligada a bullying, grotesca, e eles também estavam preocupados com a reação dos pais dos jogadores. No entanto, houve um valor de choque pelo qual a equipe estava animada. A jogabilidade foi intitulada "Stylish High Speed Reasoning Action", enquanto o elenco foi projetado sob a ideia de "psycho pop", e influenciado pelo ex-guitarrista do X Japan , Hide, colorindo o sangue de rosa como uma forma de censura e estilo. A palavra Danganronpa originou-se do designer de personagens Rui Komatsuzaki e foi escrita em kanji antes de ser alterada para katakana no logotipo. Kodaka propôs originalmente uma narrativa mais sombria sob o título provisório do jogo, Desconfiança , mas Spike a rejeitou devido à sua natureza sombria. O produtor Yoshinori Terasawa cita Saw e Cube como filmes que inspiraram a equipe.
Ele usa uma técnica gráfica especial, denominada "2.5D Motion Graphics", usada para combinar caracteres 2D e arte de itens em um ambiente 3D explorável.O jogo usa arte pop e um estilo brilhante e colorido, como o uso de sangue rosa brilhante para contrastar com o assunto sombrio do assassinato. O cenário do jogo foi escrito por Kodaka, com o design de personagens de Rui Komatsuzaki. Kodaka afirmou que queria "... abalar o coração do usuário [ sic ], mostrando um acidente devastador de maneiras não devastadoras. Mas, de certa forma, pode ser mais chocante do que mostrar uma cena devastadora."
Kodaka queria surpreender os jogadores com a morte de Sayaka Maizono , que foi promovida a heroína do jogo. Após sua morte, é revelado que ela queria incriminar Makoto por um assassinato que ela cometeria; foi escrito para gerar um grande impacto tanto no personagem quanto no jogador, o que teria resultado em Makoto sofrendo de maus sentimentos sobre como seria tratado. Devido a restrições de orçamento, algumas linhas não foram dubladas, o que fez Megumi Ogata querer falar algumas linhas importantes em retrospecto. Ela sentiu o mesmo com a adaptação do anime, pois ela achou que estava muito aparado. Kodaka afirmou que algumas linhas não se encaixavam em Makoto, como quando o jogador está explorando uma área; ele achava que Spike poderia ter adicionado linhas mais apropriadas se eles tivessem um orçamento maior. Terasawa teve como objetivo equilibrar as qualidades do elenco, fazendo com que o jogador atuasse como Makoto, já que ele não compartilha os atributos únicos que os outros alunos têm. Embora Makoto e Kyoko interajam no jogo várias vezes, Kodaka afirmou que nunca escreveu o último para ser o interesse amoroso do primeiro; em vez disso, as interações entre Makoto e seus personagens coadjuvantes foram criadas devido às habilidades de Kirigiri como um detetive que ajudaria o jogador a resolver casos.
De acordo com Kodaka, os dois primeiros jogos focam principalmente no tema da esperança e do desespero. Os personagens do primeiro jogo ficam desesperados quando são forçados a se matar na batalha real de Monokuma. Kodaka disse que gostaria que os jogadores experimentassem o contraste entre o desespero dos assassinatos e a esperança de solucionar os casos. Embora o jogo compartilhe características do romance Battle Royale de 1999 de Koushun Takami, Kodaka tentou fornecer ideias diferentes ao escrever o roteiro. A ideia foi originalmente concebida com protagonistas adultos, mas ele descobriu que os personagens do ensino médio eram melhores devido à sua imaturidade, desenvolvimento de personagem mais fácil e como eles reagiriam a um jogo de matar. Ogata disse que Danganronpa frequentemente toca em ambos os elementos de desespero e esperança. Os personagens experimentam desespero enquanto estão presos na escola e Makoto fornece mais apoio emocional ao elenco ao longo da história, dando à atriz uma mensagem muito mais otimista de que os alunos vão sobreviver.
Para a dublagem em inglês do jogo, Spike Chunsoft solicitou especificamente à NIS America que mantivesse o nome de Monokuma intacto. A equipe descreveu o personagem como seu favorito para localizar, trabalhando em conjunto para mantê-lo com uma aparência engraçada e ao mesmo tempo ameaçador como na versão japonesa, o que levou a dificuldades em encontrar um dublador adequado para incorporar seu "lado psicopata hiperativo", caracterizando-o como" mandão, condescendente, bajulador, pateta, rápido para passar raiva, rápido para perdoar, rápido para raiva novamente, tortuoso e totalmente amável ". A trilha sonora original do jogo, composta por Masafumi Takada , foi lançada pela Sound Prestige Records em 14 de fevereiro de 2011.

## Lançamento
Antes do lançamento, uma versão demo gratuita contendo o primeiro capítulo do jogo (com uma vítima diferente do jogo final) foi disponibilizada. Um chaveiro Monokuma bônus foi dado às pessoas que encomendaram a versão original do PlayStation Portable,que foi lançado em 25 de novembro de 2010.  O jogo foi portado para iOS e Android em agosto de 2012, com novos recursos como como suporte para tela retina , controles de tela de toque e uma nova galeria de imagens.  O jogo pode ser comprado separadamente por capítulo, ou como um todo, como o lançamento do PlayStation Portable.
Spike queria que Danganronpa permanecesse fiel ao seu lançamento japonês, com o CEO da Spike Chunsoft, Mitsutoshi Sakurai, dizendo que os fãs ocidentais pareciam abraçar jogos japoneses como a série Final Fantasy. Devido a atrasos com a localização para o inglês, as traduções dos fãs do primeiro jogo tornaram-se disponíveis online antes que a NIS America tratasse do projeto. Pequenas alterações foram feitas nos nomes dos personagens, mas a equipe achou que o projeto era tão fiel e acessível para os jogadores ocidentais. O único pedido de Spike ao NIS America foi manter o nome de Monokuma intacto. Enquanto o elenco inglês não causou dificuldades, Toko Fukawa  foi a mais desafiadora de encontrar, já que o personagem tem um alter ego com personalidade psicopata, Genocide Jack. Monokuma foi mantido intacto para fazê-lo parecer engraçado e ao mesmo tempo ameaçador, algo que a equipe gostou.

## Recepção

### Vendas
Durante sua primeira semana à venda no Japão, Danganronpa: Trigger Happy Havoc vendeu um total de 25.564 cópias e foi o oitavo jogo mais vendido da semana. Após três meses de vendas, o jogo vendeu mais de 85.000 cópias, um número que Sakurai considerou um sucesso. No Japão, o jogo vendeu um total de 258.250 cópias no PSP e é o jogo Danganronpa mais vendido. Danganronpa 1 ・ 2 Reload para PlayStation Vita vendeu um total de 76.172 cópias durante sua primeira semana à venda no Japão e foi o quinto jogo mais vendido da semana. A versão PS4 vendeu um total de 3.880 cópias durante sua primeira semana à venda no Japão e foi o oitavo jogo mais vendido da semana.Danganronpa 1 ・ 2 Reload vendeu um total de 187.202 cópias no Japão (PS Vita: 177.149 cópias / PS4: 10.053 cópias).
No Ocidente, Danganronpa: Trigger Happy Havoc e Danganronpa 2 venderam mais de 200.000 cópias combinadas nos Estados Unidos e na Europa em 29 de abril de 2015, o que o CEO da NIS America, Takuro Yamashita, disse ser impressionante, já que eram exclusivos do PS Vita. O lançamento do Steam para o jogo tinha um total estimado de 234.000 jogadores em julho de 2018. 

## Críticas
Após o lançamento, Danganronpa: Trigger Happy Havoc recebeu críticas "geralmente favoráveis" de publicações de videogames no Japão e na América do Norte. No site de avaliação agregada Metacritic , o jogo detém uma pontuação média de análise de 82/100 para PC e 80/100 para PlayStation Vita. A Famitsu deu ao jogo PSP original uma pontuação de 36/40, com base em quatro pontuações de 10, 9, 8 e 9. A GamesRadar elogiou a narrativa, chamando-a de "diabolicamente viciante". IGN deu ao jogo uma pontuação de 8,5, elogiando sua escrita e trilha sonora e chamando-o de "um jogo obrigatório para proprietários de Vita hardcore".

## Prêmios
A GameFan premiou o jogo como " Jogo do Ano ", "Melhor Jogo Sony Portátil Exclusivo" e "Melhor Jogo de Aventura". Em 2017, os leitores da Famitsu votaram em Danganronpa como o quarto melhor jogo de aventura de todos os tempos, atrás de Steins; Gate , 428: Shibuya Scramble , e Phoenix Wright: Ace Attorney .  O diretor criativo da Dontnod Entertainment, Jean-Maxime Moris, também escolheu Danganronpa como seu jogo pessoal do ano, elogiando sua escrita e mecânica de jogo. Ele também citou isso como uma influência no jogo de aventura de Dontnod, Life Is Strange . 

## Legado
Não havia planos para uma sequência depois que o primeiro jogo Danganronpa foi produzido; a equipe de desenvolvimento se desfez para fazer outros projetos. Kodaka escreveu a série de novelas leves Danganronpa Zero , que foi publicada em dois volumes em 15 de setembro de 2011 e 13 de outubro de 2011. Outra série de novelas escrita por Takekuni Kitayama e ilustrada por Komatsuzaki, intitulada Danganronpa Kirigiri (ダンガンロンパ霧切) , começou o lançamento em 13 de setembro de 2013. Terasawa abordou Kodaka com a ideia de uma sequência em alguns meses em relação a escrever uma sequência para Danganronpa . Kodaka escreveu Zero e Goodbye Despair ao mesmo tempo. Em retrospecto, Kodaka achou que os romances precisavam de mais trabalho estruturante quando ele os comparou com o jogo. Ele escreveu elementos no romance leve que prenunciaram elementos da sequência do jogo, Danganronpa 2: Goodbye Despair ; como resultado, Kodaka recomendou aos jogadores que lessem Zero antes de jogá-lo. Goodbye Despair foi anunciado em abril de 2012. O jogo foi feito por Spike Chunsoft (ainda conhecido como Spike durante o desenvolvimento) para o PSP e foi lançado no Japão em 26 de julho de 2012. Danganronpa 1 · 2 Reload , um PS Vita versão foi lançada junto com Goodbye Despair no Japão em 10 de outubro de 2013, e mundialmente em 2 de setembro de 2014. Enquanto o terceiro jogo principal da série, Danganronpa V3: Killing Harmony , foi lançado em 2017.